# Boeing 727
Boeing 727 este un avion de linie cu fuzelaj îngust care a fost dezvoltat și produs de compania americană Boeing Commercial Airplanes. După ce a fost introdus în 1958 cvadrimotorul 707, Boeing a abordat cererea de lungimi de zbor mai mici de la aeroporturi mai mici. În 5 decembrie 1960, 727 a fost lansat cu câte 40 de comenzi de la United Airlines și Eastern Air Lines. Primul 727-100 a fost lansat în 27 noiembrie 1962, a zburat pentru prima dată în 9 februarie 1963 și a intrat în serviciul Eastern în 1 februarie 1964.
Singurul avion trimotor produs de Boeing, 727 este propulsat de turboventilatoare Pratt & Whitney JT8D low-bypass sub o coadă în formă de T, câte unul pe fiecare parte a fuzelajului din spate și unul central alimentat printr-o admisie serpentină. Împarte secțiunea transversală superioară a fuzelajului și cabina de pilotaj cu 707. Modelul 727-100, lung de 40,5 m, transportă de obicei 106 pasageri în două clase peste 4.170 km, sau 129 într-o singură clasă. Lansat în 1965, varianta 727-200 mai lungă a zburat în iulie 1967 și a intrat în serviciu cu Northeast Airlines în decembrie. Varianta cu 6,1 m mai lungă transportă de obicei 134 de pasageri în două clase peste 4.720 km sau 155 într-o singură clasă. Pe lângă varianta de linie, a fost oferită și una pentru cargo.
727 a fost folosit în principal pentru zboruri interne, dar a fost utilizat și pentru multe zboruri internaționale din raza sa de acțiune. Ultimul său zbor comercial de pasageri a avut loc în ianuarie 2019. A fost succedat de 757-200 și variantele mai mari ale 737. Au existat 118 incidente fatale care au implicat aeronava. Producția s-a încheiat în septembrie 1984, fiind construite 1.832 de exemplare.

## Istoric
Modelul a fost un compromis între principalele linii aeriene interne din Statele Unite - United, Eastern Air Lines și American Airlines. Cele 3 motoare au fost gândite pentru a facilita anumite operațiuni - zbor mai eficient decât în cazul cvadri-motoarelor vremii, dar și posibilitate de a opera din aeroporturi aflate la altitudini mari, peste mări și oceane, sau de pe aeroporturi scurte - lucruri imposibile pentru un bimotor cu tehnologia vremii. Cele trei motoare (turboventilatoare JT8D) au fost plasate în spatele avionului - două pe fiecare latură a avionului, iar al treilea în coadă, folosindu-se o țeavă în formă de S. Modelul a fost într-atât de popular încât a înlocuit Boeing 707 pe rutele interne americane și pe multe din rutele internaționale în Europa. A fost într-atât de popular, încât multe linii aeriene au păstrat modelul în uz curent mai mult de 30 de ani, clientul inițial al modelului (American Airlines) retrăgând ultimele avioane din acest model de-abia în 2002. 

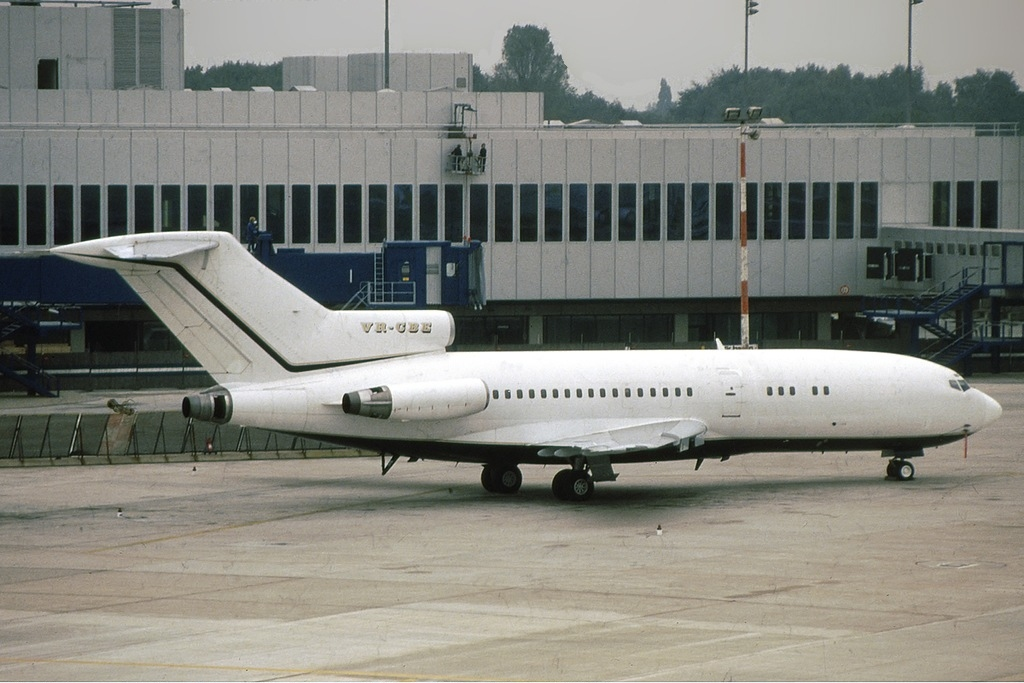
Boeing 727-46 (VR-CBE)

Avionul a fost gândit pentru a putea fi utilizat de pe piste scurte - aripa este de o construcție specială. În plus, avionul a fost gândit pentru a opera pe aeroporturi mici, fără infrastructură, fiind dotat cu scări în coadă. Această facilitate a fost exploatată în cadrul unui incident celebru - D. B. Cooper, un jefuitor de bănci american, a deturnat un astfel de avion și a sărit cu parașuta în timpul zborului, știind că dacă alegea un alt model, nu ar fi putut face acest lucru în siguranța. La fel, tot pentru operațiuni pe aeroporturi mici, avionul a fost dotat cu o sursă auxiliară de energie (APU), capabil de a asigura energie și aer condiționat pe sol, cu motoarele oprite, în lipsa unor surse oferite de aeroport.
Cu toate acestea, avioanele nu mai sunt economice pentru rute de pasageri - și majoritatea operatorilor  de astăzi sunt linii aeriene cargo, sau operatori individuali (ca avioane private). Acest lucru se datorează necesității a 3 piloți la bord (față de doi în avioane moderne), a celor trei motoare și a nivelului ridicat de zgomot, necesitând plata de taxe suplimentare către autoritățile aeroportuare - lucruri care fac avionul necompetitiv pentru transportul de pasageri (nu este o așa mare problemă pentru linii cargo - care au mai puține aterizări și decolări, și care adesea operează pe aeroporturi mai mici și mai ieftine).  Astfel, ele au devenit principalul avion cargo în SUA, cu operatori precum FedEx și United Parcel Service.
Avionul a deținut recordul de a avea trenul de aterizare cu cea mai mare greutate susținută de o roată până la apariția Boeing 777-300.

## Modele
Au fost produse trei modele : 727-100, 727-200, și 727-200Adv, fiecare o îmbunătățire la modelul anterior.
- 727-100 : modelul inițial, (lungime : 40,6 m, 149 de pasageri), cu variantele 727-100C, convertibil între cargo și pasageri, 727-100QC, convertibil între cargo și pasageri, dar mai rapid ca în cazul 727-100C și 727-100QF, model îmbunătățit cu motoare noi, mai puțin zgomotoase.
- 727-200 : model lungit, (46.7 m, 189 pasageri), pentru capacitate mai mare.
- 727-200Adv : autonomia și masa maximă autorizată crescută.
- 727-200Adv Super27 : viteza crescută cu aproximativ 80 km/h, motoarele laterale fiind înlocuite cu motoare JT8D de mai mare putere.

## Specificații
|                                      | 727-100                                    | 727-200                                    |
| ------------------------------------ | ------------------------------------------ | ------------------------------------------ |
| Lungime                              | 40.6 m                                     | 46.7 m                                     |
| Lungime aripi                        | 32.9 m                                     | 32.9 m                                     |
| Înălțime                             | 10.3 m                                     | 10.3 m                                     |
| Masă specifică                       | 45,360 kg (100,000 lb)                     | 45,360 kg (100,000 lb)                     |
| Masă maximă autorizată la decolare   | 76,818 kg (169,000 lb)                     | 95,227 kg (209,500 lb)                     |
| Viteză de croazieră                  | 0.81 Mach                                  | 0.81 Mach                                  |
| Viteză maximă                        | 0.90 Mach                                  | 0.90 Mach                                  |
| Autonomie                            | 5000 km (2700 nm)                          | 4450 km (2400 nm)                          |
| Capacitate combustibil               | 31,000 litri                               | 37,020 litri                               |
| Motoare                              | 3 X Pratt & Whitney JT8D, amplasate dorsal | 3 X Pratt & Whitney JT8D, amplasate dorsal |
| Piloți                               | Trei                                       | Trei                                       |
| Capacitate maximă pasageri (1 clasă) | 149                                        | 189                                        |

## Incidente
86 de avioane Boeing 727 au fost distruse în accidente, cu 3851 de decese. 15 alte incidente au dus la alte 256 de decese, iar cele 180 de deturnări au dus la încă 90 de decese. Aceste cifre, deși pot părea mari în zilele noastre, sunt tipice pentru un avion cu reacție de generația a II-a. În plus, un avion Boeing 727 a dispărut fără urmă de pe aeroportul din Luanda în 2003 - se crede că este în mâinile teroriștilor sau al traficanților de droguri.

## Operatori și concurență
Singurul avion asemănător cu Boeing 727 a fost Tupolev Tu-154 (tot un avion trimotor de capacitate similară), dar, din cauza situației geo-politice (Războiul rece), nu a existat o concurență între cei doi fabricanți decât în foarte puține cazuri (JAT, liniile aeriene iugoslave, reprezintă poate singurul exemplu de astfel de concurență, ei optând pentru Boeing 727 în 1972).
Pentru anumite rute, un concurent a fost Douglas DC-9, un avion bi-motor, de capacitate și cu autonomie mai mică. Cu toate acestea, pe majoritatea rutelor parcurse de 727, DC-9 nu putea fi folosit, iar pe majoritatea rutelor DC-9, modelul 727 nu era economic, foarte mulți operatori deținând atât o flotă de 727 cât și una de DC-9, ambele avioane fiind modele de mare succes.
Dintre operatorii importanți se remarcă FedEx cu 108 bucăți, United Parcel Sevice cu 33 bucăți. Syrian Arab Airlines sunt operatorul principal de pasageri, cu 6 bucăți.